# Turbo Pascal
Turbo Pascal is een implementatie van de programmeertaal Pascal van het softwarebedrijf Borland. 'Turbo' slaat op de snelheid van compilatie, snelheid van de uitgevoerde code en op de korte ontwikkelcyclus door de ingebouwde IDE.
In de jaren 80 schreef Anders Hejlsberg de Blue Label Pascal-compiler voor de Nascom-2-computer. Hejlsberg ging later voor Borland werken en veranderde zijn compiler tot wat Turbo Pascal voor de IBM-PC zou worden. Deze nieuwe compiler was voor minder dan 100 gulden te koop, veel minder dan de prijs die Hejlsberg oorspronkelijk vroeg voor de Blue Label-compiler.
De goedkope compiler van Borland heeft veel invloed gehad op de Pascalgemeenschap, die zich eind jaren 80 hoofdzakelijk op de IBM-PC begon te concentreren, maar die als besturingssysteem nog MS-DOS hadden. Veel PC-hobbyisten zochten een gestructureerde programmeertaal die BASIC kon vervangen en kwamen vaak bij Turbo Pascal terecht. Turbo Pascal compileerde rechtstreeks naar de machinetaal van de Zilog Z80 of de Intel 8086. Alleen op computers met deze processors kon Turbo Pascal worden gebruikt. Programma's die naar machinetaal zijn gecompileerd, zijn sneller dan programma's die worden geïnterpreteerd.
De omschakeling van MS-DOS naar Windows aan het begin van de jaren 90 heeft de ondergang van Turbo Pascal betekend. Met de introductie van versie 5.5 voegde Borland objectgeoriënteerd programmeren aan Pascal toe. Versie 7 van Turbo Pascal werd onder de naam Borland Pascal uitgebracht.
Borland besloot dat het uitvoeriger object-georiënteerde mogelijkheden wilde en begon opnieuw in Delphi, waarbij men de ontwerpstandaard Object Pascal die door Apple was voorgesteld implementeerde. Object Pascal is overigens nooit een formele standaard geworden. In de eerste versies van Delphi werd de geïmplementeerde taal nog gewoon Object Pascal genoemd, maar in latere versies werd het "programmeertaal Delphi" genoemd. In de ontwikkelomgeving van Delphi zijn er hiervoor verschillende compilers. In de jaren 90 was er voor Linux nog een versie van Delphi, en daarmee ook Pascal, beschikbaar als Kylix.